# Earl Watkins
Earl Thomas Watkins Jr. (* 29. Januar 1920 in San Francisco; † 1. Juli 2007 ebenda) war ein US-amerikanischer Jazz-Schlagzeuger.

## Leben und Wirken
Watkins Vater war Sänger und seine Mutter klassische Pianistin. Als Jugendlicher hörte er durchreisende Bands im Ambassador Auditorium (dem späteren Fillmore Auditorium). Watkins begann mit 17 Jahren professionell im Tanzorchester von Jimmy Brown zu spielen und wurde Mitglied der Musikergewerkschaft. Im Zweiten Weltkrieg spielte er in einer Band der Kriegsmarine unter Leitung von Marshall Royal (Mitglied der Band war auch Clark Terry), anfangs in Chicago, dann in Kalifornien. Nach dem Zweiten Weltkrieg blieb er in seiner Heimatregion San Francisco, wo er auch ein prominentes  Mitglied zunächst der rassisch getrennten und ab 1963 vereinigten Musikergewerkschaft wurde, wo er einer der wenigen Afroamerikaner im Direktorenrat war. Er war in der Öffentlichkeit mit Stellungnahmen zu ethnischen Fragen in San Francisco und auf Jazz-Heritage Veranstaltungen präsent. Er trat auch noch auf (nach Tom Lord nahm er allerdings nach einer Aufnahme mit Earl Hines 1963 erst wieder 2005 mit der Sängerin Susie Butler auf).
Er spielte nach dem Krieg im Quartett mit Buddy Collette, den er noch aus der Zeit bei der Marine kannte, und in der Haus-Band des Slim Jenkins Club in Oakland.  Er spielte in verschiedenen Clubs in San Francisco (mit eigenem Trio im Gay & Friskie Club und mit den Five Knights of Rhythm im Say When Club im Fillmore). Er spielte Bebop im Black Hawk (in der Hausband von Vernon Alley) und mit Bob Scobey (mit dem er auch viel aufnahm) im Dixieland Revival. Das führte zu seinem bekanntesten Engagement: er spielte ab 1955 sieben Jahre in einer All-Star-Band von Earl Hines im Club Hangover in San Francisco. Mit dieser Gruppe machte er viele Aufnahmen (in der All-Star-Band spielten auch Muggsy Spanier, Pops Foster, Darnell Howard, Jimmy Archey) und 1957 nahm er mit Muggsy Spanier und Kid Ory auf.
Seine erste Aufnahme machte er mit dem Pianisten Wilbert Baranco 1946 in Los Angeles (Wilbert Baranco and his Rhythm Bombardiers, unter anderem mit Dizzy Gillespie (unter dem Pseudonym John Burk), Charles Mingus und Howard McGhee).